# پرنسس ماری
پرنسس ماری (انگلیسی: Princess Marie of Saxe-Weimar-Eisenach; ۳ فوریهٔ ۱۸۰۸ – ۱۸ ژانویهٔ ۱۸۷۷)دختر دوک کارل فریدرش بود و پس از ازدواج ملکه پروس گردید.